# Cultura de l'Uruguai
La cultura de l'Uruguai es troba dominada per les tradicions europees i en particular per la cultura espanyola, sobretot pel passat colonial del país i per l'arribada d'immigrants d'aquesta procedència durant el segle xx. També hi ha una influència italiana destacada pels mateixos motius (vegeu italouruguaià). Sorprenentment, la cultura indígena no juga cap paper: els pobles antics van ser delmats, les seves cultures han desaparegut. L'Uruguai també ha estat influenciat pels seus veïns com l'Argentina, especialment en els camps de la música i les danses folklòriques.

## Llengua i educació

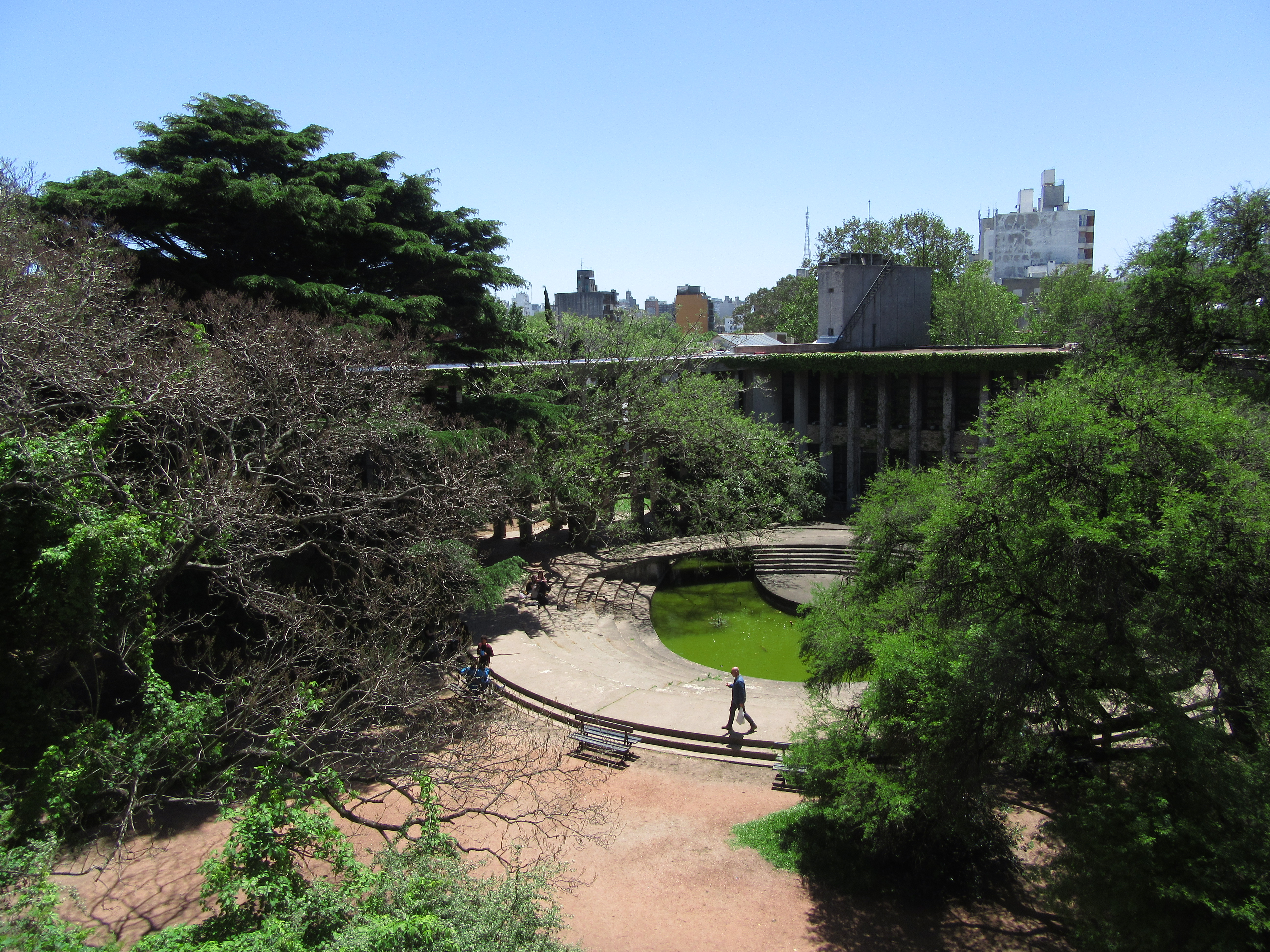
Facultat d'Arquitectura de la UdelaR.

El castellà és l'idioma oficial però també es parla el portunyol riverense, el qual és una barreja de castellà i portuguès, parlat a la frontera amb el Brasil per una minoria. Hi ha també un nombre considerable d'uruguaians d'ascendència italiana i francesa (vegeu francouruguaià), a causa de les ones d'immigració de molts d'aquests països.
L'Uruguai té una de les taxes d'alfabetització més altes d'Amèrica Llatina amb el 98%. Això es deu a l'educació obligatòria durant nou anys. Entre els 6 i els 12 anys, els estudiants assisteixen a l'escola primària, entre els 12 i 15 anys van a l'educació secundària obligatòria, i si els estudiants tenen bons resultats en els exàmens nacionals tenen el dret a entrar en una escola secundària "diversificada" amb l'objectiu d'obtenir el títol de batxillerat, el qual proporciona accés a la universitat. També hi poden entrar en la tècnica del sector secundari per a obtenir el batxillerat tecnològic. L'educació nacional va ser fundada el 1877 per José Pedro Varela amb el decret llei d'Educació Pública.
Entre les institucions d'educació superior es troben la Universitat de la República (1849), la qual pertany a l'Estat, i les privades Universitat Catòlica de l'Uruguai, Universitat de Montevideo, ORT Uruguai, Universitat de l'Empresa i Universitari Autònom del Sud. Per a les persones que trien la via tècnica, també hi ha una universitat: Universitat del Treball de l'Uruguai (UTU).

## Religió
L'Església i l'Estat es van separar el 1916, essent la llibertat de culte una garantia de la constitució uruguaiana. El 66% de la població es considera catòlica, el 2% protestant, l'1% jueva, i el 31% no pertany a cap religió o forma part d'un altre grup religiós. Cal destacar que més de la meitat dels uruguaians no són practicants.

## Festes i creences

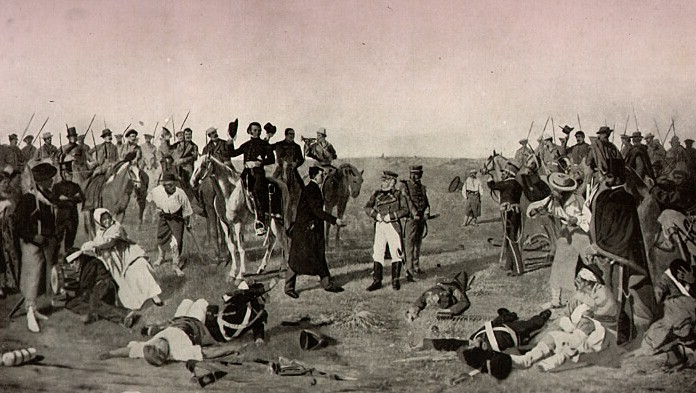
Batalla de Las Piedras.

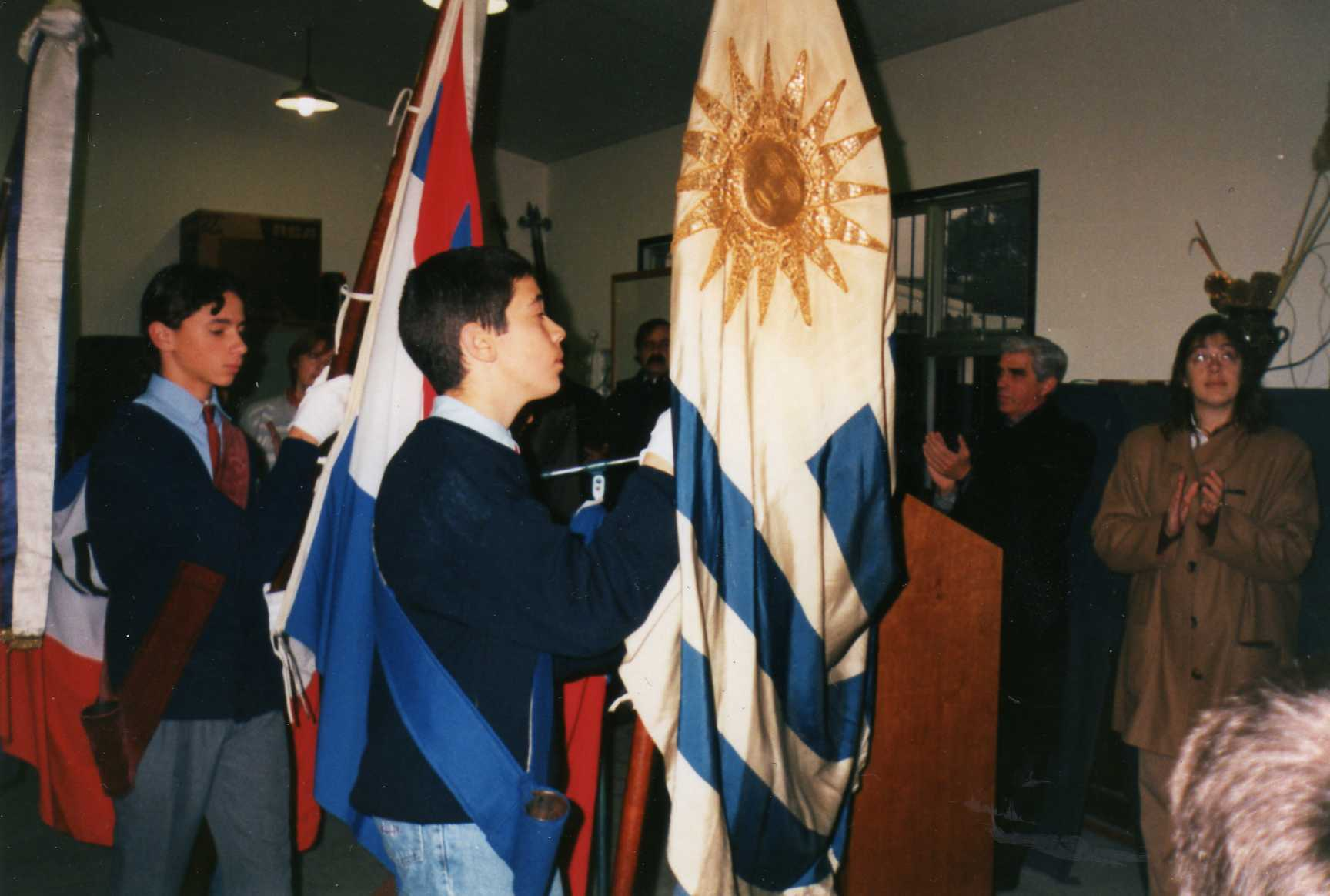
Alumnes uruguaians jurant fidelitat a la bandera.

Les festes més importants són les carnestoltes i la Pasqua (setmana criolla, de turisme o gautxa). També destaca el 19 d'abril, quan se celebra el desembarcament dels trenta-tres orientals dirigits per Juan Antonio Lavalleja contra els invasors brasilers (1825), la qual cosa va significar el primer pas per a la independència del país. De la mateixa importància són el 18 de maig (batalla de Las Piedras), el 19 de juny (naixença de José Gervasio Artigas, heroi nacional), el 18 de juliol (jurament de la primera Constitució), el 25 d'agost (dia de la independència), i el 12 d'octubre (descobriment d'Amèrica o dia de la raça).
Altres festes són:
- 1 de gener: Any nou.
- 6 de gener: dia dels Reis Mags.
- 1 de maig: dia dels treballadors.
- Segona i tercera setmana de juliol: vacances d'hivern.
- Darrers dies de setembre: vacances de primavera.
- 2 de novembre: dia dels fidels difunts.
- 25 de desembre: Nadal.

## Art
L'Estat subvenciona part de les activitats artístiques.

### Pintura
Pel que fa a la pintura, destaquen Juan Manuel Blanes amb les seves imatges de la vida criolla, rural i gautxa del país; Joaquim Torres-Garcia i el seu universalisme constructiu; Pedro Figari, representant les escenes de la vida quotidiana de Montevideo i la campanya; Rafael Barradas, Carlos Sáez, Carmelo de Arzadum, Ernesto Laroche, Felipe Seade i José Cúneo, entre d'altres.

### Escultura

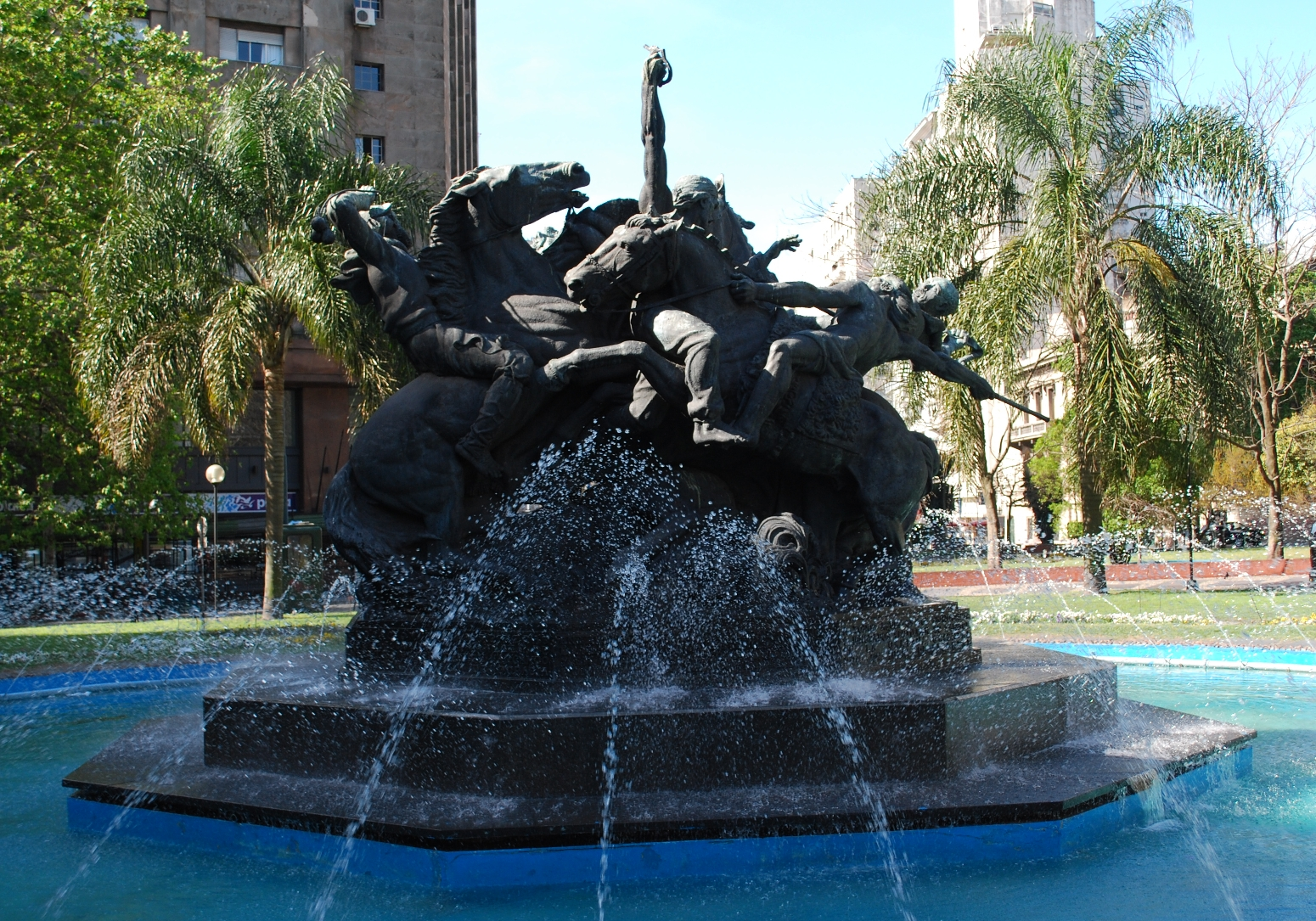
El entrevero, per J. Belloni.

L'escultor uruguaià més destacat és José Belloni, autor de nombroses places públiques a Montevideo i l'interior del país, incloent-hi monuments a Artigas i d'altres herois de la independència. També destaquen Carlos Páez Vilaró, Manuel Pena, Juan Manuel Ferrari, José Luis Zorrilla de San Martín, Carlos Moler de Berg, G. Fonseca i G. Cabrera.

### Música

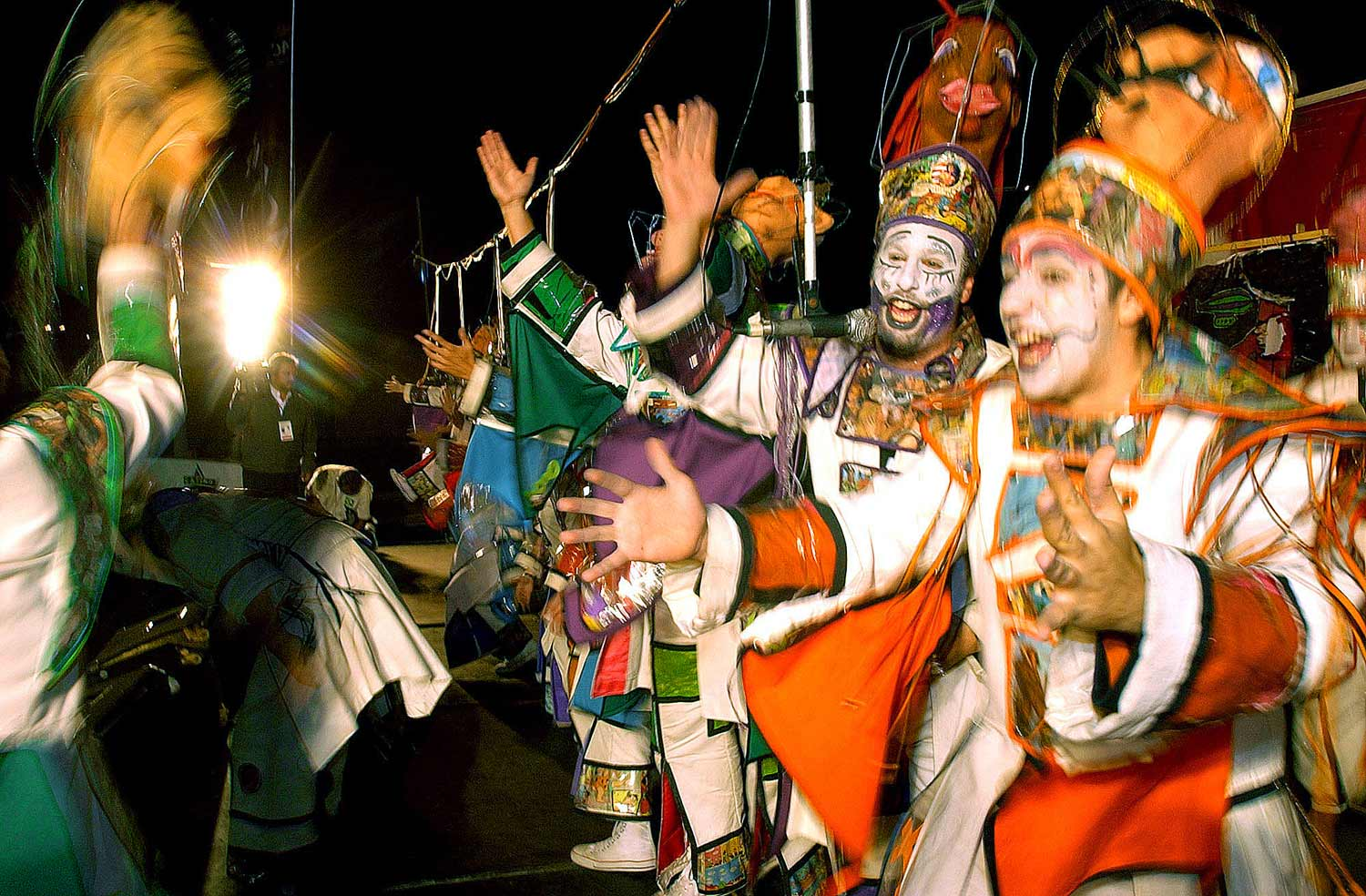
Un grup de murga.

Les danses principals de l'Uruguai són el candombe, d'influència africana, la milonga i el tango. També és característica la murga i la desfilada de les llamadas, les quals tenen lloc durant el carnaval. Entre els cantants més coneguts internacionalment, cal destacar a Jorge Drexler i Rubén Rada.

### Literatura
Ariel, escrita per José Enrique Rodó, és una de les obres literàries més importants de l'Uruguai. Aquest llibre, publicat el 1900, tracta sobre la dificultat de mantenir els valors espirituals en un món tècnic i materialista. Les peces de teatre de Florencio Sánchez tracten de temes socials que encara persisteixen.
Pel que fa a la poesia, Juan Luis Zorrilla de San Martín és l'autor d'un dels poemes èpics més importants dels país: Tabaré. Com a representants de la poesia femenina, es troben Juana de Ibarbourou i Delmira Agustini. Al seu torn, Julio Herrera y Reissig és considerat com un dels poetes més significatius de l'Uruguai.
Entre els escriptors contemporanis destaquen Mario Benedetti, Eduardo Galeano, Cristina Peri Rossi i Juan Carlos Onetti, entre d'altres.

## Gastronomia

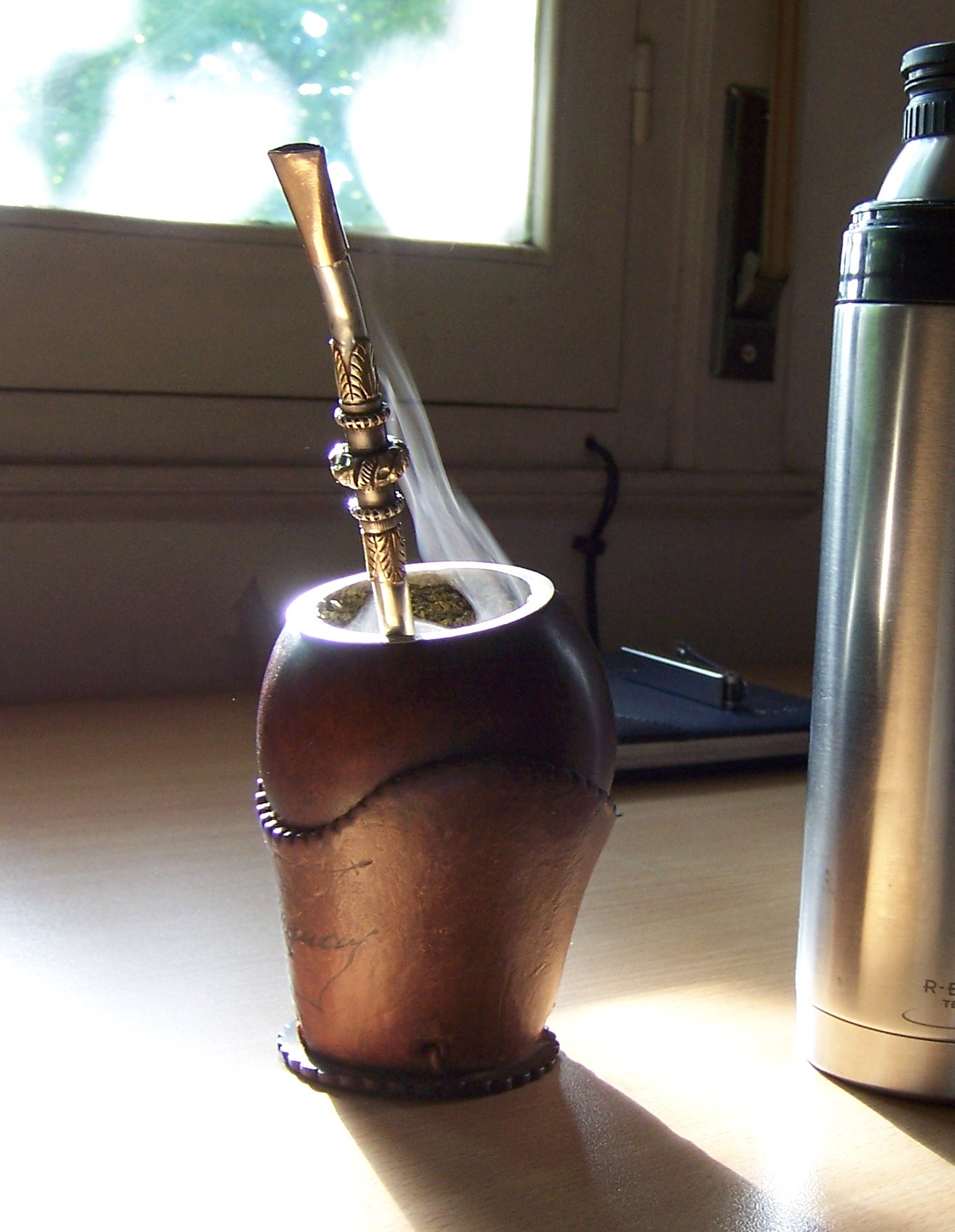
Mate amb herba.

Entre els menjars típics del país destaquen l'asado (rostit de carn bovina), la graellada (de carn bovina, porcina i ovina), les empanades, la milanesa (les escalopes de carn bovina o de pollastre), el chivito (filet de carn bovina amb guarnició) i el choripán (xoriço de porc o de vaca amb pa). D'influència italiana són la pizza, les pastes casolanes i els gelats. També l'elaboració de la grappamiel, una beguda alcohòlica d'alta graduació que és una combinació de la grappa italiana amb mel d'abella.
Pel que fa a les begudes, el mate (infusió d'herba mate i altres herbes naturals en un recipient especial que pot ser de fusta, de metall o de carabassa buidada, i que es beu amb una palleta metàl·lica coneguda localment com a bombilla) és la beguda nacional per excel·lència, encara que el seu consum també és freqüent a tot el Con Sud. Altres begudes que mereixen atenció són el malt d'ordi (o malta de cebada en castellà), i les alcohòliques com l'espinillar i el vi de raïm tannat, un producte d'exportació.

## Esport
Els esports més importants són el futbol i el bàsquet, que comença a ser molt popular, però també esports amb salt d'obstacles i el polo. Més tradicionals, els gautxos juguen al pato, on dos equips a cavall s'enfronten per la possessió d'una pilota. De la mateixa importància és la criolla (rodeo), on cal mantenir-se el major temps possible a la cadira sobre un cavall salvatge. Aquestes criolles s'efectuen pertot arreu durant l'any, però la més popular és la de Montevideo.